# Lançon d'Amérique
Ammodytes americanus
Espèce
Le Lançon d'Amérique (Ammodytes americanus) est une espèce de poissons de la famille des Ammodytidae.

## Description
Ce poisson atteint la longueur de 23,5 cm.